# Filip Čihák
Filip Čihák (* 10. července 1999 Plzeň) je český profesionální fotbalista, který hraje na pozici středního obránce za český klub FC Hradec Králové. Je také bývalým českým mládežnickým reprezentantem.

## Klubová kariéra
Čihák je odchovancem plzeňské Viktorie. Po hostování v třetiligových Domažlicích odešel na dvouleté hostování do Pardubic, se kterými v sezóně 2019/20 postoupil do české nejvyšší soutěže. Svůj prvoligový debut si odbyl 27. září 2020 při výhře 3:0 nad Slovanem Liberec.
V únoru 2021 přestoupil Čihák do Pardubic natrvalo a podepsal smlouvu do června 2025. Čihák se stal stabilním členem základní sestavy trenéra Jiřího Krejčího a během tří let v Pardubicích odehrál dohromady 62 soutěžních utkání.
Po sezóně 2021/22 se Čihák vrátil zpátky do svého mateřského klubu, Viktoria Plzeň využila práva na zpětný odkup a podepsala s ním tříletou smlouvu. V plzeňském dresu ale nastoupil jen do dvou soutěžních utkání, včetně odvetného zápasu čtvrtého předkola Ligy mistrů proti Karabachu.
V srpnu 2022 zamířil Čihák na roční hostování do Hradce Králové, a to jako součást přestupu Adama Vlkanovy opačným směrem. Během svého hostování nastoupil do 16 soutěžních utkání, v nichž vstřelil 2 branky. V srpnu 2023 bylo jeho hostování prodlouženo o další rok.
V létě 2024 přestoupil Čihák do Hradce Králové natrvalo. Stoper na východě Čech podepsal tříletou smlouvu.

## Reprezentační kariéra
Mezi lety 2016 a 2019 odehrál Čihák 11 utkání v českých mládežnických reprezentacích.

## Osobní život
Filip Čihák je synem bývalého českého prvoligového fotbalisty Libora Čiháka.